# رومي سترايد
رومي سترايد (بالهولندية: Romee Strijd)‏(ولدت في 19 يوليو 1995)، عارضة أزياء هولندية. كانت إحدى ملائكة "فيكتوريا سيكريت" سابقًا، وشاركت في عرض الأزياء السنوي للعلامة التجارية من عام 2014 حتى 2018. عملت مع عدد من دور الأزياء العالمية مثل ألكسندر ماكوين، مايكل كورس، وكارولينا هيريرا. كما ظهرت على أغلفة مجلات شهيرة مثل فوغ، وإيل، وهاربرز بازار.

## روابط خارجية
- رومي سترايد على موقع IMDb (الإنجليزية)
- رومي سترايد على موقع قاعدة بيانات الفيلم (الإنجليزية)
- رومي سترايد على موقع دليل عارضات الأزياء (الإنجليزية)
- رومي سترايد في موديلز.كوم
- رومي سترايد على إنستغرام